# Ilka Meschke
Ilka Meschke (* 1976 in Dresden) ist Malerin und Meisterschülerin von Markus Lüpertz.

## Werdegang
Ilka Meschke absolvierte zunächst eine Ausbildung als Schreinerin und begann 1999 ihr Studium der Freien Malerei an der Kunstakademie in Düsseldorf. Ab 2000 studierte sie bei Markus Lüpertz und war von 2004 bis 2005 für ihn als Tutorin tätig. 2005 beendete sie ihr Studium als seine Meisterschülerin. Ilka Meschke lebt und arbeitet in Düsseldorf.

## Ausstellungen (Auswahl)
- 2005 Galerie Ruth Leuchter, Düsseldorf
- 2007 Galerie Kunstturm e.V., Ratingen
- 2009 Galerie Gegenwart, Karlsruhe: „Erinnerung“
- 2009/2010 Kloster Hornbach: „Fairy Tales“
- 2010 Rathaus Karlsruhe-Durlach: „Ilka Meschke“
- 2010/2011 KiK_LA e.V. „mittendrin“
- 2011 Galerie Hoffmann, Rheda-Wiedenbrück
- 2011 Art Karlsruhe
- 2012 Galerie Hoffmann, Rheda-Wiedenbrück